# 鶴屋春人
鶴屋 春人（つるや はると）は日本の女性声優。主にアダルトゲームに声をあてている。

## 経歴
小学校高学年の時に自分の好きなキャラクターすべてを緒方恵美が演じていたことを知ったことがきっかけで、声優という職業に興味を持つ。この当時の鶴屋は自分のことを話すことが苦手なほど内向的な性格だった一方、国語の授業での朗読や音楽の授業での歌唱の時はむしろ生き生きとしており、やがて演技や歌などの表現に興味を持つようになった。その後事務所に入所し、そこに持ち込まれた『ふりフリ 〜ふつうのまいにちにわりこんできた、フシギなリンジンたちのおはなしおはなし〜』のメインキャラクター・月詠かぐや役のオーディションに受かり、アダルトゲームデビューを果たした。2012年以降よりメインヒロイン役が増えたほか、『どらぺこ! 〜おねだりドラゴンとおっぱい勇者〜』や『恥辱の女騎士「オークの出来そこないである貴様なんかに、この私が……!!」』のようにセリフの多い作品への出演もあった。また、『どらぺこ!』では初めて主題歌の歌唱も担当した。
ボーイッシュな役が多い一方、本物の少年役を演じることもあり、うち『AMBITIOUS MISSION』の小林つばめはのちにHシーンパッチやASMR作品が展開されるほどの人気を博した。

## 人物
演技方針について
通常は、収録前に台本を通じてキャラクターの感情の流れをつかみ、それを基に収録に臨む方針をとっている。『駄作』の灰樹由貴の場合は、悲しい場面の後晴れやかな気分になり、自分でも理解できないままその感情を演技に落とし込んだ。その後、悲しいと思っていたのは由貴ではなく鶴屋自身だったことに気づき、本番でこのような経験ができたとはいえ戸惑ったと鶴屋は2024年の「BugBug」とのインタビューの中で振り返っている。

## 出演作品
太字は主役・メインキャラクター

### アダルトゲーム

#### 2008年
- ふりフリ 〜ふつうのまいにちにわりこんできた、フシギなリンジンたちのおはなしおはなし〜（月詠かぐや）[2]

#### 2010年
- 主に交われば朱くなる（凜）[3]
- se・きらら（鶴田舞、河村愛）[4]
- BALDR SKY DiveX“DREAM WORLD”（六条クリス）
- ルーンロオド（高原京子）[5]

#### 2011年
- AQUA（南楓）[6]
- 俺はツマキラー 〜妻5人、娘5人、親子丼おかわりっ!〜（大宮マリコ）[7]
- ジンコウガクエン（臆）[8]
- 戦極姫3〜天下を切り裂く光と影〜（今川氏真、弘中隆兼、冷泉隆豊、井伊直政）
- へんし〜ん!!! 〜パンツになってクンクンペロペロ〜（佐和子[9]、ハルキ[10]）

#### 2012年
- マテリアルブレイブ（上社 生枝[11]）
- 紅蓮華 -ぐれんか-（久那崎 理奈）[12]
- 時計仕掛けのレイライン 〜黄昏時の境界線〜（リト）[13]
- さくら、咲きました。（烏丸 奏）[14]
- 僕の目の前で××される彼女（須藤 カナ）[15]
- おれつま! 〜オレがマンション管理人になったら人妻たちとちょっとイイコトできちゃうかも!?〜（鈴成 芽衣紗）[16]
- 毎日しゃぶっていいですか?〜1部屋-魔乳家族〜（市位絵理沙/山田ももこ）[17]
- 百機夜行（北条綾子、桐下百子）[18]
- 戦極姫4〜争覇百計、花守る誓い〜（井伊直政[19]）
- 悪の女幹部 フルムーンナイト（ヘカテリーナ）

#### 2013年
- デデンデン!（小梅、咲）[20]
- ヤバい! -復讐・闇サイト-（手塚 薫）[21]
- 異常覚醒（柚城 大護）[22]
- どらぺこ! 〜おねだりドラゴンとおっぱい勇者〜（トオル）[23]
- あかばんず〜リアルな世界で僕が君にできること〜（鶴 伊織）[24]
- メイドさんとボイン魂（白姫ノエル）[25]
- 復讐の炎は闇に燃え（三井 瑠璃）[26]
- お兄ちゃんシェアリング（撫子 双葉）[27]
- 戦極姫5〜戦禍断つ覇王の系譜〜（井伊直政[28]、九鬼嘉隆[29]、明石全登[30]）
- 戦場のフォークロア -亡国の騎士団-（サラ・グーニー）[31]

#### 2014年
- コトバの消えた日 〜心まで裸にする純愛調教〜（水樫葵）[32]
- くのいちが如く-脱がせ!爆乳ニンジャーズ!-（水守いずみ、台戦寺あんり）[33]
- バルドスカイゼロ2（チャーリー・アルマン、マリア、その他）[34]
- 漂流艦獄クロノス（シルビア・カーベイ）[35]
- 学園で時間よ止まれ（橘日菜）[36]
- もっと!野外学習〜夏期特別講習編〜（大木妙）[37]
- 戦場のフォークロア -亡国の騎士団- 追加シナリオ（サラ・グーニー）
- 恥辱の女騎士「オークの出来そこないである貴様なんかに、この私が……!!」（ミルドレッド=フォン=リゼルシュタット）[38]
- 姫汁（るりこ）[39]
- 孕マリッジ〜食べごろボディは妊娠中!?〜（当麻加奈子）[40]
- ちっちゃらぶアパート （古森ひなた）[41]
- フラテルニテ（白坂 芽生）[42]
- 超昂天使エスカレイヤー・リブート（ルーイ）[43]
- デーモンバスターズ 〜えっちなえっちなデーモン退治〜 (黒峰とも子) [44]
- 異種相姦（七草慧）[45]
- 駄作 （灰樹由貴）[46]
- 残念な俺達の青春事情（東雲 棗）[47]
- 戦極姫5〜戦禍断つ覇王の系譜〜遊戯強化版弐（井伊直政、九鬼嘉隆、明石全登、その他）[48]
- えろまんが! Hもマンガもステップアップ♪（野々原みどり）[49]
- 螺旋遡行のディストピア (花倉あずさ) [50]

#### 2015年
- 時計仕掛けのレイライン -朝霧に散る花-(リト)[51]
- 1/7の魔法使い（霧島 美涼）[52]
- ラウテスアルタクス(小鳥遊 七瀬)[53]
- ユリキラー 淫欲に堕ちる百合たち（志藤 真琴）[54]
- イブニクル（アーサー）[55]
- スクイの小夜曲（杠 歌音）[56]
- 円交少女 〜陸上部ゆっきーの場合〜（美月 真子）[57]
- 星空のバビロン -迫り来るコズミックすけべおねぇさんズ-（オリヒメ ブリュンヒルデ）[58]
- 熟圧〜じゅくあつ〜（庵佳奈）[59]
- ランス03 リーザス陥落（マリア・カスタード）[60]
- せんせいあのね… ～寝取られ少女と放課後の体育倉庫～（鈴原ゆい）[61]
- ここから夏のイノセンス!（クラレッタ・リットリオ）[62]
- Maggot baits（松丸 芹佳）[63]
- ダンジョンズ＆ヒロインズ-不思議の迷宮と異界の少女-（アイリ）[64]
- 恋×シンアイ彼女（森野 精華）[65]

#### 2016年
- お兄ちゃん、キッスの準備はまだですか？（妹口まひる）[66]
- ナツイロココロログ（梅宮 椎菜）[67]
- アンゲネームプラネッツ (里緒ママ、その他）[68]
- 珊海王の円環（アニエス）[69]
- ボッチムスメ×プロデュース計画。（スミレ）[70]
- オトメ*ドメイン（皆見美結）[71]
- 銀色、遥か（榊朱音）[72]

#### 2017年
- お兄ちゃん、キッスの準備はまだですか? エッチの準備もまだですか?（妹口 まひる）
- はるるみなもに!（化け鯨）
- ナツイロココロログ ～Happy Summer～（梅宮 椎菜、常磐 エレナ）
- 年下限定 ヌキ×2シェアハウス -絞られ共同性活-（高城 葵）
- おいでよ! 水龍敬ランド ～家族とスケベなテーマパーク!～（ヒロ）
- 神楽黎明記 ～紫の章～（雪女）
- 円交少女2 ～JKアイドル真鈴の場合～（マコさん）
- アオイトリ（柴田 ゆき）
- 百奇繚乱の館×河原崎家の一族（古手川 美佐子）

#### 2018年
- 神楽黎明記 ～ちはやの章～（犬童 ちはや）
- 厨二姫の帝国（ラグナセカ）
- 恋するココロと魔法のコトバ（アウシュリー）
- 催眠学園1年生（倉橋 ひろみ）
- シスパコ ～Hな甘辛4姉妹～（宮代 つぐみ）
- ろけらぶ -Location Love- 同棲×後輩（小鹿 日和）
- サイミンアプリ Another -終わらない寝取られゲーム-（宮守 柚希）
- アまヤカシな彼女 ～母性的なアヤカシ娘と甘エロ生活はじめます～（黒宮 桜狐）

#### 2019年
- 崩壊天使アストレイア（愛原 希）
- イブニクル2（アーサー）
- Missing-X-Link ～天のゆりかご、伽の花～（散桜花）
- 神楽黎明記 ～ちはやの章～ 弐（犬童 ちはや）
- LOVE³ -ラヴキューブ-（黒猫、作家、他）
- えろまんが! Hもマンガもステップアップ♪ HDリマスター（野々原 みどり）
- ろけらぶ -Location Love- 電車×同級生（小鹿 日和）
- フラテルニテ HDリマスター（白坂 芽生）

#### 2020年
- 霊神楽 ～奮闘記～（犬童 ちはや）
- ろけらぶ -Location Love- 神社×先輩（小鹿 日和）

#### 2021年
- 極限痴漢特異点2 痴漢の証明（天宮 阿嵯香）
- 姉は徒然なるママに 〜弟のHなお世話は甘エロJKシスターズにお任せ!〜（清水 地歩[73]）

#### 2022年
- RE:D Cherish!（ユニカ ラスペランツァ[74]）
- 学園淫奇譚 〜かおり憑きの少女〜（倉敷 萌[75]）
- エヴァーメイデン ～堕落の園の乙女たち～（マコー、オルロ[76]）
- AMBITIOUS MISSION（小林 つばめ）[77]
- 霊神楽 〜奮闘記〜参（犬童 ちはや[78]）
- 夢幻のさくら2（ヴァレンティナ[79]）
- 放課後シンデレラ2（小瀬 葉月）
- 電愛カノジョ 〜サ終を過ぎてもきみといたい〜（藤堂 愛夏）
- バブルdeハウスde○○○ 〜お風呂メーカーのショールームがシェアハウスで…〜（本荘 千聖）

#### 2023年
- RE:D Cherish! -Eternity Blood-（ユニカ ラスペランツァ、アリス）
- 極限痴漢特異点3 千年の劣情（春原 奏恵）
- 妹と彼女 それぞれの選択（霧島 美弥）
- 神楽黎明記～ちはやの章～参（犬童 ちはや）

#### 2024年
- RE:D Cherish! -Eternity Blood-（ユニカ ラスペランツァ、アリス）
- 夜勤病棟リメイク（児玉 ひかる）[80][1]
- 旭光のマリアージュ（リア）[1]
- 同級生2リメイク (篠原 いずみ)[1]
- シークレットラブ(仮)（坂本 藍里）
- 艶嬢学園2 ～熾天使たちの花園～（仁礼 冥華）
- ムーン・ゴースト（セフィラ・ダアト）
- 妹Friend! (宮下 颯葵)
- トキメキ性春エロマッサージ学園! ～膣キュン×珍ムク×イカシアイ!!～ (指田 晶[81])
- 夢幻のティル・ナ・ノーグ (マミー)

#### 2025年
- ヒミツの合宿 -スク水ヒップに溺れたい-（久里浜 すすめ）

### コンシューマーゲーム
- エヴァーメイデン ～堕落の園の乙女たち～（マコー、オルロ）
- AMBITIOUS MISSION（小林 つばめ）
- 旭光のマリアージュ episode LIA（リア）

### ソーシャルゲーム
- 大冒険!ゆけゆけ☆おさわりアイランド（椎葉伊織、フレミー、片岡小兎子、武堂クララ、湯春杏珠沙、シエスタ、星舞あけび、ターシャ）[82]
- パトリアークエクスタシー（キャラ名不詳）[83]
- アイドル☆シチュエーション（深見千穂、都すず、椎名美羽）[84]
- Quiz of Walkure（メルティ、ミンミン、スー、アンジュ、おぼろ、フェイ）[85]
- 対魔忍アサギ 決戦アリーナ（クレシア・オルテンシア）[86]
- くりいむレモン FourSeasons（マコ）[87]
- ぷるぷる大戦 〜揺れてるくせに生意気な!〜（キャラ名不詳）[88]
- ドラゴンプロヴィデンス（キャラ名不詳）[89]
- ガールズ＆プレジデンツ!（古町まりも、涌井咲）[90]
- ブレイヴガール レイヴンズ（フランセット、ディアナ、ロザリー、リーザ、シゼル、シェスカルナ）[91]
- 戦国プロヴィデンス [92]
- 戦乱プリンセス（毛利輝元、竹中半兵衛、島津義久、千利休、明智光慶）
- 宝石姫 JEWEL PRINCESS（スモーキークォーツ）
- ふるーつふるきゅーと（ゴールデンベリー、しょうゆ）
- 超昂大戦 エスカレーションヒロインズ（三の裁刀イザナエル / イザナエル）[93]

### アニメーション

#### 2014年
- ヤバい!-復讐・闇サイト- 全世界に拡散希望。死者からのリプライは牝豚野郎の削除要請!? 編（手塚薫）[94]

#### 2015年
- 学園で時間よ止まれ 止まる日菜と動く香奈子。固まる白濁液と流れる破瓜の血 編（橘 日菜）[95]

### 歌
- 夢はおいしく無限大！！（『どらぺこ！ 〜おねだりドラゴンとおっぱい勇者〜』主題歌）
  - 歌：クゥ（柚原みう）/トオル